# Vasili Fiódorovich Novitski

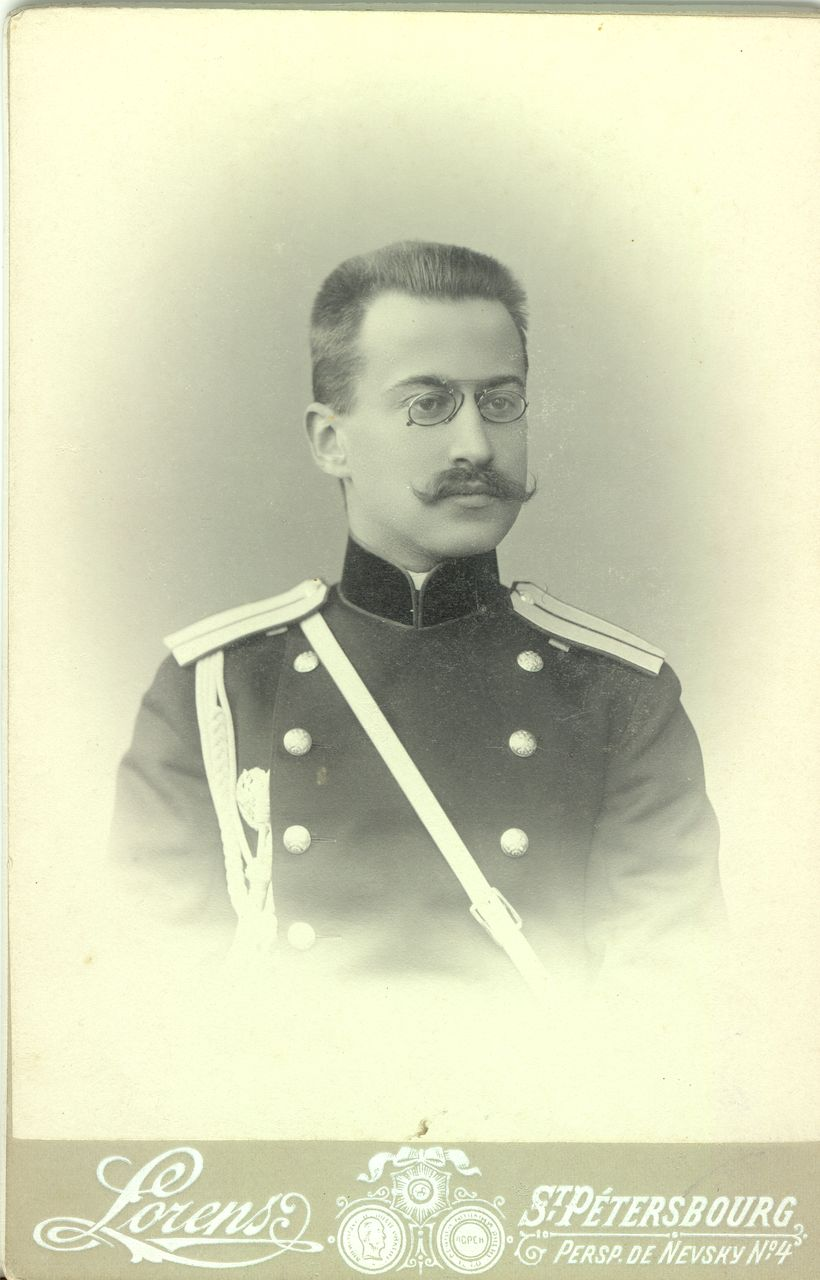
Vasili Fiódorovich Novitski en 1917.

Vasili Fiódorovich Novitski (en ruso: Василий Фёдорович Новицкий, 30 de marzo de 1869 - 15 de enero de 1929) fue un general ruso con puntos de vista liberales y progresistas durante el siglo XIX de la Rusia Imperial. Durante la Revolución Rusa, en 1917, se puso del lado de los bolcheviques.

## Servicio
Como Capitán, en 1888, pasó cuatro meses como invitado en el Ejército indio. Sus estudios indios se dieron a conocer en 1899, en un documento semi-clasificado, Esquemas Militares de India, que se tuvo en alta estima especialmente por haber detallado la peligrosa ruta Leh-Yarkand-Kashgar.
Es más conocido por su manejo liberal de la huelga de estudiantes rusos de 1899, de tal modo que fue requerido para manejar las protestas de estudiantes como oficial militar. Estuvo al frente de la Gendarmería de Kiev. Pero cuando llegó, vio que las manifestaciones de los estudiantes eran pacíficas, y "trajo al decano,  a quien se le ofreció de inmediato un asiento junto al líder [de los manifestantes estudiantes]." El líder de los estudiantes dijo al rector, "Queríamos reunirnos contigo, ¡pero tu no quisiste! ¡De tal modo que te han traído aquí los gendarmes!"
Pero en 1902, como jefe de la gendarmería de Kiev, se volvió más amenazante hacia los elementos revolucionarios. Sistemáticamente interrogó a los miembros del grupo Iskra, quienes eran Socialistas Revolucionarios emigrados, y para quienes planificó un gran juicio de estado, con la esperanza de obtener una dura sentencia contra los revolucionarios.
Durante la I Guerra Mundial, Novitski fue parte del Frente del Norte, responsable de combatir a las Potencias Centrales desde Riga en el norte hasta más al sur en el norte de Bielorrusia.

## Unión Soviética
Cuando la Revolución Rusa destruyó a la Rusia Imperial, Novitski llegó a aceptar el nuevo cambio social y político. En la historia soviética, los historiadores le atribuyen "una notable contribución al surgimiento y evolución del arte militar soviético."

## Obras
- Esquemas Militares de India (1899)
- Cosacos, grupos de Cosacos, fuerzas militares Cosacas (1915)[9]